# Hans-Jürgen Kruse
Hans-Jürgen Kruse (* 1935 in Halle an der Saale; † 18. Oktober 1989 in Berlin) war ein deutscher Kameramann.

## Leben und Werk
Hans-Jürgen Kruse war seit 1960 Kameramann, die ersten Jahre noch als Kameraassistent. Als DDR-Bürger war er für das Filmunternehmen DEFA tätig und wirkte bis zur deutschen Wiedervereinigung bei 30 Produktionen mit.

## Filmografie (Auswahl)
- 1967: DEFA 70
- 1968: Hauptmann Florian von der Mühle
- 1969: Seine Hoheit – Genosse Prinz
- 1971: Du und ich und Klein-Paris
- 1971: Angebot aus Schenectady (Fernsehfilm)
- 1972: Lützower
- 1974: Für die Liebe noch zu mager?
- 1975: Eine Pyramide für mich
- 1975: Polizeiruf 110: Ein Fall ohne Zeugen
- 1976: Unser stiller Mann
- 1980: Seitensprung
- 1980: Levins Mühle
- 1983: Pianke
- 1984: Der Lude
- 1984: Die vertauschte Königin
- 1985: Die dritte Frau (Fernseh-Zweiteiler)
- 1986: Der Hut des Brigadiers
- 1987: Polizeiruf 110: Zwei Schwestern
- 1989: Polizeiruf 110: Unsichtbare Fährten
- 1990: Versteckte Fallen